# Wiązów
Wiązów (in tedesco Wansen) è un comune urbano-rurale polacco del distretto di Strzelin, nel voivodato della Bassa Slesia.
Ricopre una superficie di 141,82 km² e nel 2004 contava 7 372 abitanti.